# Gustaf Gyllengranat (1757–1804)
Gustaf Gyllengranat, född 1 januari 1757 i Stockholm, död där 19 maj 1804, var en svensk friherre och militär.
Gustaf Gyllengranat var son till Hans Gustaf Gyllengranat och Anna Beata Wrede af Elimä. Han blev kadett vid sjökadettkåren i Karlskrona 1770, fänrik 1772, löjtnant vid Konungens eget värvade regemente 1776, transporterades till Upplands regemente 1777, blev stabskapten där 1778, premiärkapten 1783 och major 1785. Gyllengranat blev överstelöjtnant 1788, 1791–1792 var han överste och chef för Jämtlands regemente, 1792–1800 chef för Västerbottens regemente och 1800–1804 chef för Dalregementet. Han skrev sig till Yxkullsunds säteri som han 1802 ärvde efter fadern. Gyllengranat blev 1791 riddare av Svärdsorden.